# Cixius stictica
Cixius stictica är en insektsart som beskrevs av Claudius Rey 1891. Cixius stictica ingår i släktet Cixius och familjen kilstritar. Utöver nominatformen finns också underarten C. s. vitrea.